# Eiskunstlauf-Europameisterschaften 1951
Die 43. Eiskunstlauf-Europameisterschaften fanden vom 2. bis 4. Februar 1951 in Zürich statt.

## Ergebnisse

### Herren
| Platz | Sportler           | Land                   |
| ----- | ------------------ | ---------------------- |
| 1     | Helmut Seibt       | Österreich             |
| 2     | Horst Faber        | BR Deutschland         |
| 3     | Carlo Fassi        | Italien                |
| 4     | Michael Carrington | Vereinigtes Königreich |
| 5     | Freimut Stein      | BR Deutschland         |
| 6     | François Pache     | Schweiz                |
| 7     | Martin Felsenreich | Österreich             |
| 8     | Fritz Loosli       | Schweiz                |

### Damen
| Platz | Sportlerin                 | Land                   |
| ----- | -------------------------- | ---------------------- |
| 1     | Jeannette Altwegg          | Vereinigtes Königreich |
| 2     | Jacqueline du Bief         | Frankreich             |
| 3     | Barbara Wyatt              | Vereinigtes Königreich |
| 4     | Valda Osborn               | Vereinigtes Königreich |
| 5     | Beryl Bailey               | Vereinigtes Königreich |
| 6     | Gundi Busch                | BR Deutschland         |
| 7     | Helga Dudzinski            | BR Deutschland         |
| 8     | Lotte Schwenk              | Österreich             |
| 9     | Suzanne Wirz               | Schweiz                |
| 10    | Inge Jell                  | BR Deutschland         |
| 11    | Jolande Jobin              | Schweiz                |
| 12    | Ghislaine Kopf             | Österreich             |
| 13    | Leena Pietilä              | Finnland               |
| 14    | Gun Ericson                | Schweden               |
| 15    | Alida Elisabeth Stoppelman | Niederlande            |
| 16    | Bjørg Lohner               | Norwegen               |
| 17    | Rietje van Erkel           | Niederlande            |
| 18    | Yvonne Ruts                | Niederlande            |

### Paare
| Platz | Sportler                            | Land                   |
| ----- | ----------------------------------- | ---------------------- |
| 1     | Ria Baran / Paul Falk               | BR Deutschland         |
| 2     | Eliane Steinemann / André Calame    | Schweiz                |
| 3     | Jennifer Nicks / John Nicks         | Vereinigtes Königreich |
| 4     | Silvia Grandjean / Michel Grandjean | Schweiz                |
| 5     | Inge Minor / Hermann Braun          | BR Deutschland         |
| 6     | Elli Staerck / Harry Gareis         | Österreich             |
| 7     | Marlies Schroer / Hans Schwarz      | BR Deutschland         |
| 8     | Elizabeth Williams / John McCann    | Vereinigtes Königreich |
| 9     | Silva Palme / Marco Lajović         | Jugoslawien            |
| 10    | Doris Clayden / Ronald Clayden      | Vereinigtes Königreich |